# Liste des matchs de l'équipe du Belize de football par adversaire
Cette liste présente les matchs de l'équipe du Belize de football par adversaire rencontré.
- Haut – A
- B
- C
- D
- E
- F
- G
- H
- I
- J
- K
- L
- M
- N
- O
- P
- Q
- R
- S
- T
- U
- V
- W
- X
- Y
- Z

- Haut – A
- B
- C
- D
- E
- F
- G
- H
- I
- J
- K
- L
- M
- N
- O
- P
- Q
- R
- S
- T
- U
- V
- W
- X
- Y
- Z

## B

### Bahamas
Confrontations entre le Belize et les Bahamas en matchs officiels :
| # | Date             | Lieu     | Match            | Score | Compétition                          |
| - | ---------------- | -------- | ---------------- | ----- | ------------------------------------ |
| 1 | 7 septembre 2018 | Belmopan | Belize - Bahamas | 4-0   | Qualifications pour la Gold Cup 2019 |

| Rencontres | Victoire | Nul | Défaite | BM | BE |
| ---------- | -------- | --- | ------- | -- | -- |
| 1          | 1        | 0   | 0       | 4  | 0  |

### Barbade
| # | Date        | Lieu       | Match            | Score | Compétition  |
| - | ----------- | ---------- | ---------------- | ----- | ------------ |
| 1 | 3 juin 2018 | Bridgetown | Barbade - Belize | 0-0   | Match amical |
| 2 | 4 août 2018 | San Pedro  | Belize - Barbade | 1-0   | Match amical |

| Rencontres | Victoire | Nul | Défaite | BM | BE |
| ---------- | -------- | --- | ------- | -- | -- |
| 2          | 1        | 1   | 0       | 1  | 0  |

## C

### Canada
Confrontations entre le Belize et le Canada en matchs officiels :
| # | Date             | Lieu     | Match           | Score | Compétition                                          |
| - | ---------------- | -------- | --------------- | ----- | ---------------------------------------------------- |
| 1 | 13 juin 2004     | Kingston | Canada - Belize | 4-0   | Qualifications pour la Coupe du monde 2006 (2e tour) |
| 2 | 16 juin 2004     | Kingston | Belize - Canada | 0-4   | Qualifications pour la Coupe du monde 2006 (2e tour) |
| 3 | 4 septembre 2015 | Toronto  | Canada - Belize | 3-0   | Qualifications pour la Coupe du monde 2018 (3e tour) |
| 4 | 8 septembre 2015 | Belmopan | Belize - Canada | 1-1   | Qualifications pour la Coupe du monde 2018 (3e tour) |

| Rencontres | Victoire | Nul | Défaite | BM | BE |
| ---------- | -------- | --- | ------- | -- | -- |
| 4          | 0        | 1   | 3       | 1  | 12 |

### Costa Rica
Confrontations entre le Belize et le Costa Rica en matchs officiels :
| # | Date              | Lieu           | Match               | Score | Compétition                          |
| - | ----------------- | -------------- | ------------------- | ----- | ------------------------------------ |
| 1 | 1er décembre 1995 | San Salvador   | Costa Rica - Belize | 2-1   | Coupe UNCAF 1995 (Groupe A)          |
| 2 | 17 mars 1999      | San José       | Costa Rica - Belize | 7-0   | Coupe UNCAF 1999 (Groupe A)          |
| 3 | 23 mai 2001       | San Pedro Sula | Costa Rica - Belize | 4-0   | Coupe UNCAF 2001 (Groupe 2)          |
| 4 | 18 janvier 2013   | San José       | Costa Rica - Belize | 1-0   | Copa Centroamericana 2013 (Groupe A) |
| 5 | 13 juillet 2013   | Sandy          | Costa Rica - Belize | 1-0   | Gold Cup 2013 (Groupe C)             |
| 6 | 15 janvier 2017   | Panama         | Belize - Costa Rica | 0-3   | Copa Centroamericana 2017            |

| Rencontres | Victoire | Nul | Défaite | BM | BE |
| ---------- | -------- | --- | ------- | -- | -- |
| 6          | 0        | 0   | 6       | 1  | 18 |

### Cuba
Confrontations entre Cuba et le Belize en matchs officiels :
| # | Date            | Lieu          | Match         | Score | Compétition              |
| - | --------------- | ------------- | ------------- | ----- | ------------------------ |
| 1 | 24 juin 2001    | Belize City   | Belize - Cuba | 3-2   | Match amical             |
| 2 | 16 juillet 2013 | East Hartford | Cuba - Belize | 4-0   | Gold Cup 2013 (Groupe C) |
| 3 | 27 mars 2022    | Belmopan      | Belize - Cuba | 0-3   | Match amical             |

| Rencontres | Victoire | Nul | Défaite | BM | BE |
| ---------- | -------- | --- | ------- | -- | -- |
| 3          | 1        | 0   | 2       | 3  | 9  |

## E

### États-Unis
Confrontations entre le Belize et les États-Unis en matchs officiels :
| # | Date           | Lieu     | Match               | Score | Compétition              |
| - | -------------- | -------- | ------------------- | ----- | ------------------------ |
| 1 | 9 juillet 2013 | Portland | États-Unis - Belize | 6-1   | Gold Cup 2013 (Groupe C) |

| Rencontres | Victoire | Nul | Défaite | BM | BE |
| ---------- | -------- | --- | ------- | -- | -- |
| 1          | 0        | 0   | 1       | 1  | 6  |

## G

### Grenade
Confrontations entre le Belize et la Grenade en matchs officiels :
| # | Date             | Lieu          | Match            | Score | Compétition                                          |
| - | ---------------- | ------------- | ---------------- | ----- | ---------------------------------------------------- |
| 1 | 2 septembre 2011 | Saint-Georges | Grenade - Belize | 0-3   | Qualifications pour la Coupe du monde 2014 (2e tour) |
| 2 | 7 octobre 2011   | Belmopan      | Belize - Grenade | 1-4   | Qualifications pour la Coupe du monde 2014 (2e tour) |
| 3 | 22 mars 2018     | Belmopan      | Belize - Grenade | 4-2   | Match amical                                         |
| 4 | 8 septembre 2019 | Belmopan      | Belize - Grenade | 1-2   | Ligue des nations 2019-2020 (Ligue B - Groupe A)     |
| 5 | 17 novembre 2019 | Saint-Georges | Grenade - Belize | 3-2   | Ligue des nations 2019-2020 (Ligue B - Groupe A)     |

| Rencontres | Victoire | Nul | Défaite | BM | BE |
| ---------- | -------- | --- | ------- | -- | -- |
| 5          | 2        | 0   | 3       | 12 | 10 |

### Guatemala
Confrontations entre le Belize et le Guatemala en matchs officiels :
| #  | Date             | Lieu              | Match              | Score | Compétition                                           |
| -- | ---------------- | ----------------- | ------------------ | ----- | ----------------------------------------------------- |
| 1  | 19 mars 2000     | San Pedro Sula    | Belize - Guatemala | 1-2   | Qualifications pour la Coupe du monde 2002 (1er tour) |
| 2  | 19 mai 2000      | San Pedro Sula    | Guatemala - Belize | 0-0   | Qualifications pour la Coupe du monde 2002 (1er tour) |
| 3  | 25 mai 2001      | La Ceiba          | Guatemala - Belize | 3-3   | Coupe UNCAF 2001 (Groupe 2)                           |
| 4  | 19 février 2005  | Guatemala         | Guatemala - Belize | 2-0   | Coupe UNCAF 2005 (Groupe A)                           |
| 5  | 10 février 2007  | San Salvador      | Guatemala - Belize | 1-0   | Coupe UNCAF 2007 (Groupe A)                           |
| 6  | 9 octobre 2010   | San José          | Guatemala - Belize | 4-2   | Match amical                                          |
| 7  | 20 janvier 2013  | San José          | Belize - Guatemala | 0-0   | Copa Centroamericana 2013 (Groupe A)                  |
| 8  | 11 juin 2013     | Antigua Guatemala | Guatemala - Belize | 0-0   | Match amical                                          |
| 9  | 6 septembre 2011 | Belmopan          | Belize - Guatemala | 1-2   | Qualifications pour la Coupe du monde 2014 (2e tour)  |
| 10 | 11 octobre 2011  | Guatemala         | Guatemala - Belize | 3-1   | Qualifications pour la Coupe du monde 2014 (2e tour)  |
| 11 | 7 septembre 2014 | Dallas            | Guatemala - Belize | 2-1   | Copa Centroamericana 2014 (Groupe A)                  |
| 12 | 5 juin 2022      | Guatemala         | Guatemala - Belize | 2-0   | Ligue des nations 2022-2023 (Ligue B - Groupe D)      |
| 13 | 24 mars 2023     | Belmopan          | Belize - Guatemala | 1-2   | Ligue des nations 2022-2023 (Ligue B - Groupe D)      |

| Rencontres | Victoire | Nul | Défaite | BM | BE |
| ---------- | -------- | --- | ------- | -- | -- |
| 11         | 0        | 4   | 9       | 10 | 23 |

### Guyana
Confrontations entre le Guyana et le Belize en matchs officiels :
| # | Date         | Lieu        | Match           | Score | Compétition                          |
| - | ------------ | ----------- | --------------- | ----- | ------------------------------------ |
| 1 | 27 mars 2002 | Belize City | Belize - Guyana | 3-1   | Match amical                         |
| 2 | 23 mars 2019 | Leonora     | Guyana - Belize | 2-1   | Qualifications pour la Gold Cup 2019 |

| Rencontres | Victoire | Nul | Défaite | BM | BE |
| ---------- | -------- | --- | ------- | -- | -- |
| 2          | 1        | 0   | 1       | 4  | 3  |

### Guyane
Confrontations entre le Belize et la Guyane en matchs officiels :
| # | Date             | Lieu            | Match           | Score | Compétition                                      |
| - | ---------------- | --------------- | --------------- | ----- | ------------------------------------------------ |
| 1 | 5 septembre 2019 | Remire-Montjoly | Guyane - Belize | 3-0   | Ligue des nations 2019-2020 (Ligue B - Groupe A) |
| 2 | 14 novembre 2019 | Belmopan        | Belize - Guyane | 2-0   | Ligue des nations 2019-2020 (Ligue B - Groupe A) |
| 3 | 9 juin 2022      | Belmopan        | Belize - Guyane | 1-1   | Ligue des nations 2022-2023 (Ligue B - Groupe D) |
| 4 | 14 juin 2022     | Cayenne         | Guyane - Belize | 1-0   | Ligue des nations 2022-2023 (Ligue B - Groupe D) |

| Rencontres | Victoire | Nul | Défaite | BM | BE |
| ---------- | -------- | --- | ------- | -- | -- |
| 4          | 1        | 1   | 2       | 3  | 5  |

## H

### Haïti
Confrontations entre le Belize et le Haïti en matchs officiels :
| # | Date         | Lieu           | Match          | Score | Compétition                                           |
| - | ------------ | -------------- | -------------- | ----- | ----------------------------------------------------- |
| 1 | 25 mars 2021 | Port-au-Prince | Haïti - Belize | 2-0   | Qualifications pour la Coupe du monde 2022 (1er tour) |

| Rencontres | Victoire | Nul | Défaite | BM | BE |
| ---------- | -------- | --- | ------- | -- | -- |
| 1          | 0        | 0   | 1       | 0  | 2  |

### Honduras
Confrontations entre le Belize et le Honduras en matchs officiels, :
| # | Date             | Lieu           | Match             | Score | Compétition                             |
| - | ---------------- | -------------- | ----------------- | ----- | --------------------------------------- |
| 1 | 19 mars 1999     | San José       | Honduras - Belize | 5-1   | Coupe UNCAF 1999 (Groupe A)             |
| 2 | 21 février 2005  | Guatemala      | Belize - Honduras | 0-4   | Coupe UNCAF 2005 (Groupe A)             |
| 3 | 23 mai 2008      | San Pedro Sula | Honduras - Belize | 2-0   | Match amical                            |
| 4 | 22 janvier 2009  | Tegucigalpa    | Honduras - Belize | 2-1   | Coupe UNCAF 2009 (Groupe 1)             |
| 5 | 25 janvier 2013  | San José       | Honduras - Belize | 1-0   | Copa Centroamericana 2013 (Demi-finale) |
| 6 | 3 septembre 2014 | Washington     | Honduras - Belize | 2-0   | Copa Centroamericana 2014 (Groupe A)    |
| 7 | 8 octobre 2016   | Belmopan       | Belize - Honduras | 1-2   | Match amical                            |
| 8 | 11 novembre 2016 | San Pedro Sula | Honduras - Belize | 5-0   | Match amical                            |
| 9 | 22 janvier 2017  | Panama         | Belize - Honduras | 0-1   | Copa Centroamericana 2017               |

| Rencontres | Victoire | Nul | Défaite | BM | BE |
| ---------- | -------- | --- | ------- | -- | -- |
| 9          | 0        | 0   | 9       | 3  | 24 |

## I

### Îles Caïmans
Confrontations entre le Belize et les Îles Caïmans en matchs officiels :
| # | Date         | Lieu        | Match                 | Score | Compétition                                           |
| - | ------------ | ----------- | --------------------- | ----- | ----------------------------------------------------- |
| 1 | 25 mars 2015 | Belmopan    | Belize - Îles Caïmans | 0-0   | Qualifications pour la Coupe du monde 2018 (1er tour) |
| 2 | 29 mars 2015 | George Town | Îles Caïmans - Belize | 1-1   | Qualifications pour la Coupe du monde 2018 (1er tour) |

| Rencontres | Victoire | Nul | Défaite | BM | BE |
| ---------- | -------- | --- | ------- | -- | -- |
| 2          | 0        | 2   | 0       | 1  | 1  |

### Îles Turques-et-Caïques
Confrontations entre le Belize et les Îles Turques-et-Caïques en matchs officiels :
| # | Date         | Lieu          | Match                            | Score | Compétition                                           |
| - | ------------ | ------------- | -------------------------------- | ----- | ----------------------------------------------------- |
| 1 | 30 mars 2021 | San Cristóbal | Belize - Îles Turques-et-Caïques | 5-0   | Qualifications pour la Coupe du monde 2022 (1er tour) |

| Rencontres | Victoire | Nul | Défaite | BM | BE |
| ---------- | -------- | --- | ------- | -- | -- |
| 1          | 1        | 0   | 0       | 5  | 0  |

## M

### Mexique
Confrontations entre le Belize et le Mexique en matchs officiels :
| # | Date         | Lieu      | Match            | Score | Compétition                                          |
| - | ------------ | --------- | ---------------- | ----- | ---------------------------------------------------- |
| 1 | 15 juin 2008 | Houston   | Belize - Mexique | 0-2   | Qualifications pour la Coupe du monde 2010 (2e tour) |
| 2 | 21 juin 2008 | Monterrey | Mexique - Belize | 7-0   | Qualifications pour la Coupe du monde 2010 (2e tour) |

| Rencontres | Victoire | Nul | Défaite | BM | BE |
| ---------- | -------- | --- | ------- | -- | -- |
| 2          | 0        | 0   | 2       | 0  | 9  |

### Montserrat
Confrontations entre le Belize et Montserrat en matchs officiels :
| # | Date            | Lieu           | Match               | Score | Compétition                                           |
| - | --------------- | -------------- | ------------------- | ----- | ----------------------------------------------------- |
| 1 | 15 juin 2011    | Couva          | Montserrat - Belize | 2-5   | Qualifications pour la Coupe du monde 2014 (1er tour) |
| 2 | 17 juillet 2011 | San Pedro Sula | Belize - Montserrat | 3-1   | Qualifications pour la Coupe du monde 2014 (1er tour) |
| 3 | 14 octobre 2018 | Lookout        | Montserrat - Belize | 1-0   | Qualifications pour la Gold Cup 2019                  |

| Rencontres | Victoire | Nul | Défaite | BM | BE |
| ---------- | -------- | --- | ------- | -- | -- |
| 3          | 2        | 0   | 1       | 8  | 4  |

## N

### Nicaragua
Confrontations entre le Belize et le Nicaragua en matchs officiels :
| #  | Date             | Lieu         | Match              | Score | Compétition                                           |
| -- | ---------------- | ------------ | ------------------ | ----- | ----------------------------------------------------- |
| 1  | 24 avril 2001    | Belize City  | Belize - Nicaragua | 2-0   | Match amical                                          |
| 2  | 26 avril 2001    | Belize City  | Belize - Nicaragua | 2-1   | Match amical                                          |
| 3  | 17 avril 2002    | Belize City  | Belize - Nicaragua | 7-1   | Match amical                                          |
| 4  | 23 février 2005  | Guatemala    | Nicaragua - Belize | 1-0   | Coupe UNCAF 2005 (Groupe A)                           |
| 5  | 12 février 2007  | San Salvador | Nicaragua -Belize  | 4-2   | Coupe UNCAF 2007 (Groupe 1)                           |
| 6  | 26 janvier 2009  | Tegucigalpa  | Nicaragua - Belize | 1-1   | Coupe UNCAF 2009 (Groupe A)                           |
| 7  | 18 janvier 2011  | Panama       | Belize - Nicaragua | 1-1   | Copa Centroamericana 2011 (Groupe A)                  |
| 8  | 22 janvier 2013  | San José     | Nicaragua - Belize | 1-2   | Copa Centroamericana 2013 (Groupe A)                  |
| 9  | 20 janvier 2017  | Panama       | Nicaragua - Belize | 3-1   | Copa Centroamericana 2017                             |
| 10 | 4 juin 2021      | Managua      | Nicaragua - Belize | 3-0   | Qualifications pour la Coupe du monde 2022 (1er tour) |
| 11 | 29 janvier 2022  | Managua      | Nicaragua - Belize | 4-0   | Match amical                                          |
| 12 | 1er février 2022 | Managua      | Nicaragua - Belize | 1-1   | Match amical                                          |

| Rencontres | Victoire | Nul | Défaite | BM | BE |
| ---------- | -------- | --- | ------- | -- | -- |
| 12         | 4        | 3   | 5       | 19 | 21 |

## P

### Panama
Confrontations entre le Belize et le Panama en matchs officiels :
| # | Date            | Lieu        | Match           | Score | Compétition                                           |
| - | --------------- | ----------- | --------------- | ----- | ----------------------------------------------------- |
| 1 | 2 juin 1996     | Belize City | Belize - Panama | 1-2   | Qualifications pour la Coupe du monde 1998 (1er tour) |
| 2 | 9 juin 1996     | Panama      | Panama - Belize | 4-1   | Qualifications pour la Coupe du monde 1998 (1er tour) |
| 3 | 23 mars 1997    | Panama      | Panama - Belize | 1-1   | Coupe UNCAF 1997 (Tour préliminaire)                  |
| 4 | 30 mars 1997    | Belize City | Belize - Panama | 0-1   | Coupe UNCAF 1997 (Tour préliminaire)                  |
| 5 | 14 janvier 2011 | Panama      | Panama - Belize | 2-1   | Copa Centroamericana 2011 (Groupe A)                  |
| 6 | 13 janvier 2017 | Panama      | Panama - Belize | 0-0   | Copa Centroamericana 2017                             |

| Rencontres | Victoire | Nul | Défaite | BM | BE |
| ---------- | -------- | --- | ------- | -- | -- |
| 6          | 0        | 2   | 4       | 3  | 10 |

### Porto Rico
Confrontations entre le Belize et Porto Rico en matchs officiels :
| # | Date             | Lieu     | Match               | Score | Compétition                          |
| - | ---------------- | -------- | ------------------- | ----- | ------------------------------------ |
| 1 | 16 novembre 2018 | Belmopan | Belize - Porto Rico | 1-0   | Qualifications pour la Gold Cup 2019 |

| Rencontres | Victoire | Nul | Défaite | BM | BE |
| ---------- | -------- | --- | ------- | -- | -- |
| 1          | 1        | 0   | 0       | 1  | 0  |

## R

### République dominicaine
Confrontations entre le Belize et la République dominicaine en matchs officiels :
| # | Date         | Lieu           | Match                           | Score | Compétition                                          |
| - | ------------ | -------------- | ------------------------------- | ----- | ---------------------------------------------------- |
| 1 | 11 juin 2015 | Saint-Domingue | République dominicaine - Belize | 1-2   | Qualifications pour la Coupe du monde 2018 (2e tour) |
| 2 | 14 juin 2015 | Belmopan       | Belize - République dominicaine | 3-0   | Qualifications pour la Coupe du monde 2018 (2e tour) |
| 3 | 5 juin 2022  | Belmopan       | Belize - République dominicaine | 0-2   | Ligue des nations 2022-2023 (Ligue B - Groupe D)     |
| 4 | 27 mars 2023 | San Cristóbal  | République dominicaine - Belize | 2- 0  | Ligue des nations 2022-2023 (Ligue B - Groupe D)     |

| Rencontres | Victoire | Nul | Défaite | BM | BE |
| ---------- | -------- | --- | ------- | -- | -- |
| 4          | 2        | 0   | 2       | 5  | 5  |

## S

### Saint-Christophe-et-Niévès
Confrontations entre le Belize et Saint-Christophe-et-Niévès en matchs officiels :
| # | Date            | Lieu       | Match                               | Score | Compétition                                           |
| - | --------------- | ---------- | ----------------------------------- | ----- | ----------------------------------------------------- |
| 1 | 6 février 2008  | Guatemala  | Belize - Saint-Christophe-et-Niévès | 3-1   | Qualifications pour la Coupe du monde 2010 (1er tour) |
| 2 | 26 mars 2008    | Basseterre | Saint-Christophe-et-Niévès - Belize | 1-1   | Qualifications pour la Coupe du monde 2010 (1er tour) |
| 3 | 10 octobre 2019 | Belmopan   | Belize - Saint-Christophe-et-Niévès | 0-4   | Ligue des nations 2019-2020 (Ligue B - Groupe A)      |
| 4 | 13 octobre 2019 | Basseterre | Saint-Christophe-et-Niévès - Belize | 0-1   | Ligue des nations 2019-2020 (Ligue B - Groupe A)      |

| Rencontres | Victoire | Nul | Défaite | BM | BE |
| ---------- | -------- | --- | ------- | -- | -- |
| 4          | 2        | 1   | 1       | 5  | 6  |

### Saint-Vincent-et-les-Grenadines
Confrontations entre le Belize et Saint-Vincent-et-les-Grenadines en matchs officiels :
| # | Date               | Lieu      | Match                                    | Score | Compétition                                          |
| - | ------------------ | --------- | ---------------------------------------- | ----- | ---------------------------------------------------- |
| 1 | 11 novembre 2011   | Belmopan  | Belize - Saint-Vincent-et-les-Grenadines | 1-1   | Qualifications pour la Coupe du monde 2014 (2e tour) |
| 2 | 15 novembre 2011   | Kingstown | Saint-Vincent-et-les-Grenadines - Belize | 0-2   | Qualifications pour la Coupe du monde 2014 (2e tour) |
| 3 | 30 août 2019       | Belmopan  | Belize - Saint-Vincent-et-les-Grenadines | 1-1   | Match amical                                         |
| 4 | 1er septembre 2019 | Belmopan  | Belize - Saint-Vincent-et-les-Grenadines | 1-0   | Match amical                                         |

| Rencontres | Victoire | Nul | Défaite | BM | BE |
| ---------- | -------- | --- | ------- | -- | -- |
| 4          | 2        | 2   | 0       | 5  | 2  |

### Salvador
Confrontations entre le Belize et le Salvador en matchs officiels :
| #  | Date              | Lieu             | Match             | Score | Compétition                                           |
| -- | ----------------- | ---------------- | ----------------- | ----- | ----------------------------------------------------- |
| 1  | 29 novembre 1995  | San Salvador     | Salvador - Belize | 3-0   | Coupe UNCAF 1995 (Groupe A)                           |
| 2  | 5 mars 2000       | San Salvador     | Salvador - Belize | 5-0   | Qualifications pour la Coupe du monde 2002 (1er tour) |
| 3  | 16 avril 2000     | Orange Walk Town | Belize - Salvador | 1-3   | Qualifications pour la Coupe du monde 2002 (1er tour) |
| 4  | 8 février 2007    | San Salvador     | Salvador - Belize | 2-1   | Coupe UNCAF 2007 (Groupe A)                           |
| 5  | 22 janvier 2008   | San Ignacio      | Belize - Salvador | 0-1   | Match amical                                          |
| 6  | 24 janvier 2009   | Tegucigalpa      | Belize - Salvador | 1-4   | Coupe UNCAF 2009 (Groupe 1)                           |
| 7  | 16 janvier 2011   | Panama           | Belize - Salvador | 2-5   | Copa Centroamericana 2011 (Groupe A)                  |
| 8  | 27 janvier 2013   | San José         | Salvador - Belize | 1-0   | Copa Centroamericana 2013 (Match pour la 3e place)    |
| 9  | 10 septembre 2014 | Houston          | Salvador - Belize | 2-0   | Copa Centroamericana 2014 (Groupe A)                  |
| 10 | 17 janvier 2017   | Panama           | Salvador - Belize | 3-1   | Copa Centroamericana 2017                             |

| Rencontres | Victoire | Nul | Défaite | BM | BE |
| ---------- | -------- | --- | ------- | -- | -- |
| 10         | 0        | 0   | 10      | 6  | 29 |

## T

### Trinité-et-Tobago
Confrontations entre le Belize et Trinité-et-Tobago en matchs officiels :
| # | Date              | Lieu     | Match                      | Score | Compétition  |
| - | ----------------- | -------- | -------------------------- | ----- | ------------ |
| 1 | 10 septembre 2010 | Belmopan | Belize - Trinité-et-Tobago | 0-0   | Match amical |
| 2 | 23 mars 2013      | Belmopan | Belize - Trinité-et-Tobago | 0-0   | Match amical |

| Rencontres | Victoire | Nul | Défaite | BM | BE |
| ---------- | -------- | --- | ------- | -- | -- |
| 2          | 0        | 2   | 0       | 0  | 0  |